# Оратія
Оратія (рум. Oratia) — село у повіті Бузеу в Румунії. Входить до складу комуни Подгорія.
Село розташоване на відстані 132 км на північний схід від Бухареста, 35 км на північний схід від Бузеу, 78 км на захід від Галаца, 112 км на схід від Брашова.

## Населення
За даними перепису населення 2002 року у селі проживали 714 осіб, усі — румуни. Усі жителі села рідною мовою назвали румунську.